# Giro de Lombardía 1988
El Giro de Lombardía 1988, la 82.ª edición de esta clásica ciclista, se disputó el 15 de octubre de 1988, con un recorrido de 260 km entre Como y Milán. El francés Charly Mottet consiguió imponerse en la línea de llegada.  El italiano Gianni Bugno y el español Marino Lejarreta acabaron segundo y tercero respectivamente.

## Clasificación final
| Posición | Ciclista                 | Equipo                 | Tiempo    |
| -------- | ------------------------ | ---------------------- | --------- |
| 1        | Charly Mottet            | Système U-Gitane       | 6h 49' 05 |
| 2        | Gianni Bugno             | Chateau d'Ax-Salotti   | + 1'40"   |
| 3        | Marino Lejarreta         | Caja Rural-Orbea       | + 1'45"   |
| 4        | Luc Roosen               | Roland-Colnago         | + 3'30"   |
| 5        | Tony Rominger            | Chateau d'Ax-Salotti   | m. t.     |
| 6        | Luca Rota                | Del Tongo-Colnago      | m. t.     |
| 7        | Gianbattista Baronchelli | Pepsi-Cola-Fanini      | m. t.     |
| 8        | Davide Cassani           | Gewiss-Bianchi         | m. t.     |
| 9        | Claudio Chiappucci       | Carrera Jeans-Vagabond | + 8'38"   |
| 10       | Martial Gayant           | Toshiba-Look           | m. t.     |